# IC 3271
IC 3271 ist eine Spiralgalaxie vom Hubble-Typ Sc im Sternbild Jungfrau auf der Ekliptik. Sie ist schätzungsweise 319 Millionen Lichtjahre von der Milchstraße entfernt und hat einen Durchmesser von etwa 95.000 Lichtjahren. Die Galaxie wird unter der Katalognummer VVC 712 zwar als Mitglied des Virgo-Galaxienhaufens gelistet, ist dafür jedoch zu weit entfernt.

Im selben Himmelsareal befinden sich u. a. die Galaxien NGC 4318, NGC 4334, NGC 4353, NGC 4370.
Das Objekt wurde am 20. November 1899 von Arnold Schwassmann entdeckt.